# Arogenat dehidrogenaza (NADP+)
Arogenat dehidrogenaza (+) (EC 1.3.1.78, arogenatna dehidrogenaza (nespecifična), pretirozinska dehidrogenaza (nespecifična), TyrAAT1, TyrAAT2, TyrAa) je enzim sa sistematskim imenom L-arogenat:NADP+ oksidoreduktaza (dekarboksilacija). Ovaj enzim katalizuje sledeću hemijsku reakciju
-arogenat + NADP+ {\displaystyle \rightleftharpoons } L-tirozin + NADPH + CO2
Za razliku od EC 1.3.1.43 (arogenat dehidrogenaze) i EC 1.3.1.79 [arogenat dehidrogenaze (NAD(P)+)], ovaj enzim enzim koristi samo NADP+. Enzim iz Synechocystis sp. PCC 6803 i izoforme TyrAAT1 ne može da koristi prefenat kao supstrat, dok izoforma TyrAAT2 može da ga koristi, mada veome slabo.

## Literatura
- Nicholas C. Price; Lewis Stevens (1999). Fundamentals of Enzymology: The Cell and Molecular Biology of Catalytic Proteins (Third изд.). USA: Oxford University Press. ISBN 019850229X.
- Eric J. Toone (2006). Advances in Enzymology and Related Areas of Molecular Biology, Protein Evolution (Volume 75 изд.). Wiley-Interscience. ISBN 0471205036.
- Branden C; Tooze J. Introduction to Protein Structure. New York, NY: Garland Publishing. ISBN 0-8153-2305-0.
- Irwin H. Segel. Enzyme Kinetics: Behavior and Analysis of Rapid Equilibrium and Steady-State Enzyme Systems (Book 44 изд.). Wiley Classics Library. ISBN 0471303097.
- William P. Jencks (1987). Catalysis in Chemistry and Enzymology. Dover Publications. ISBN 0486654605.

## Spoljašnje veze
- Arogenate+dehydrogenase+(NADP+) на 